# Fiat 128
Fiat 128 — невеликий сімейний автомобіль, що випускався компанією Fiat з 1969 по 1985 рік. Двигун розроблений відомим інженером фірми Ferrari Ауреліо Ламперді. Всього виготовлено 4 428 674 автомобілів Fiat 128, в тому числі 1 273 532 автомобілів Zastava 101.

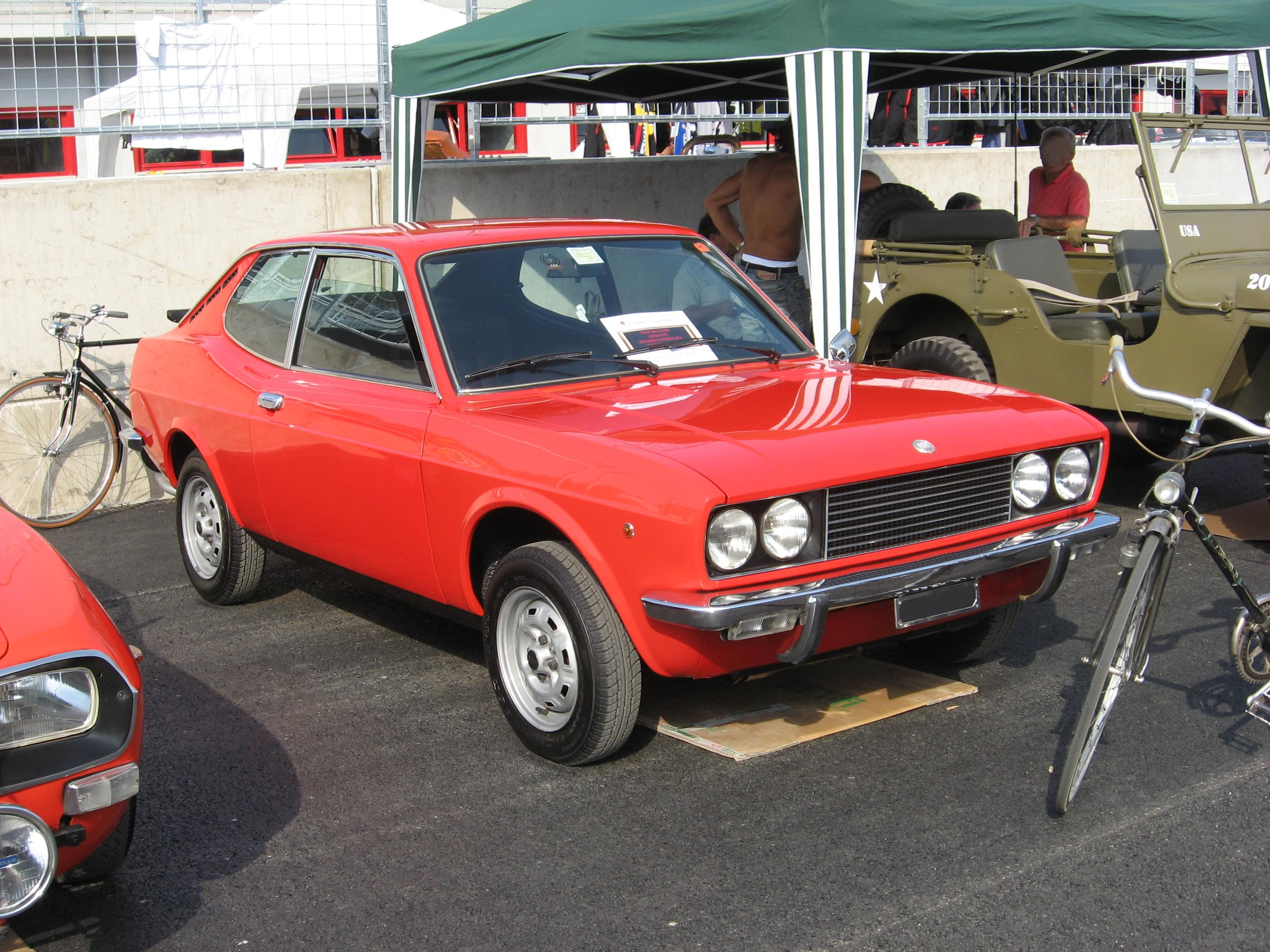
Fiat 128 Sport

Хоча за стилем автомобіль був схожий на моделі 124 і 125 він істотно відрізнявся від них. Вперше на автомобілях фірми Фіат був використаний передній привід. Так само як і на автомобілях Mini, двигун був розташований поперек, проте новим з'явилося використання приводних валів різної довжини, що дозволило розмістити двигун і коробку передач пліч-о-пліч, що відтоді стало повсюдним для невеликих автомобілів.
Fiat 128 був оголошений Європейським автомобілем року в 1970 році і був ще не раз відзначений пресою протягом усього часу виробництва: за тестами журналу Road & Track Fiat 128 перевершував Datsun B210, Toyota Corolla, Mazda 808 і Subaru DL, але поступався VW Golf (який був запущений у виробництво в 1974 році, через п'ять років після 128 моделі) та Honda Civic.
У 128 моделі використовувався новий фіатівский двигун SOHC, який був досить просунутим для свого часу: головка блоку циліндра з алюмінієвих сплавів з прямим приводом газорозподільного механізму, що приводиться в рух зубчатим гумовим ременем. Такий привід отримав велике поширення на невеликих автомобілях пізніше, на початку 80-х, але в для кінця 60-их це було не дуже звичайним явищем.
Спочатку, 128 модель була представлена двухдверним седаном, чотирьохдверним седаном і універсалом. Машина поставлялася з двигуном об'ємом 1116 см³, пізніше, з 1971 року, двухдверная модель 128 Rally edition поставлялася з двигуном 1290 см³. Також в 1971 на автосалоні Турину було представлено спортивне купе на базі 128 моделі. У 1972 році була проведена невелика модернізація серії; модернізовані машини можна відрізнити за новою радіаторних ґратах. У 1974 році почалося виробництво моделі 128 Special.
Виробництво 128 машин, за винятком варіантів з двигуном 1100 см³ припинилося в 1979 після появи Fiat Ritmo в 1978. Остаточно виробництво серії було зупинено в 1985.

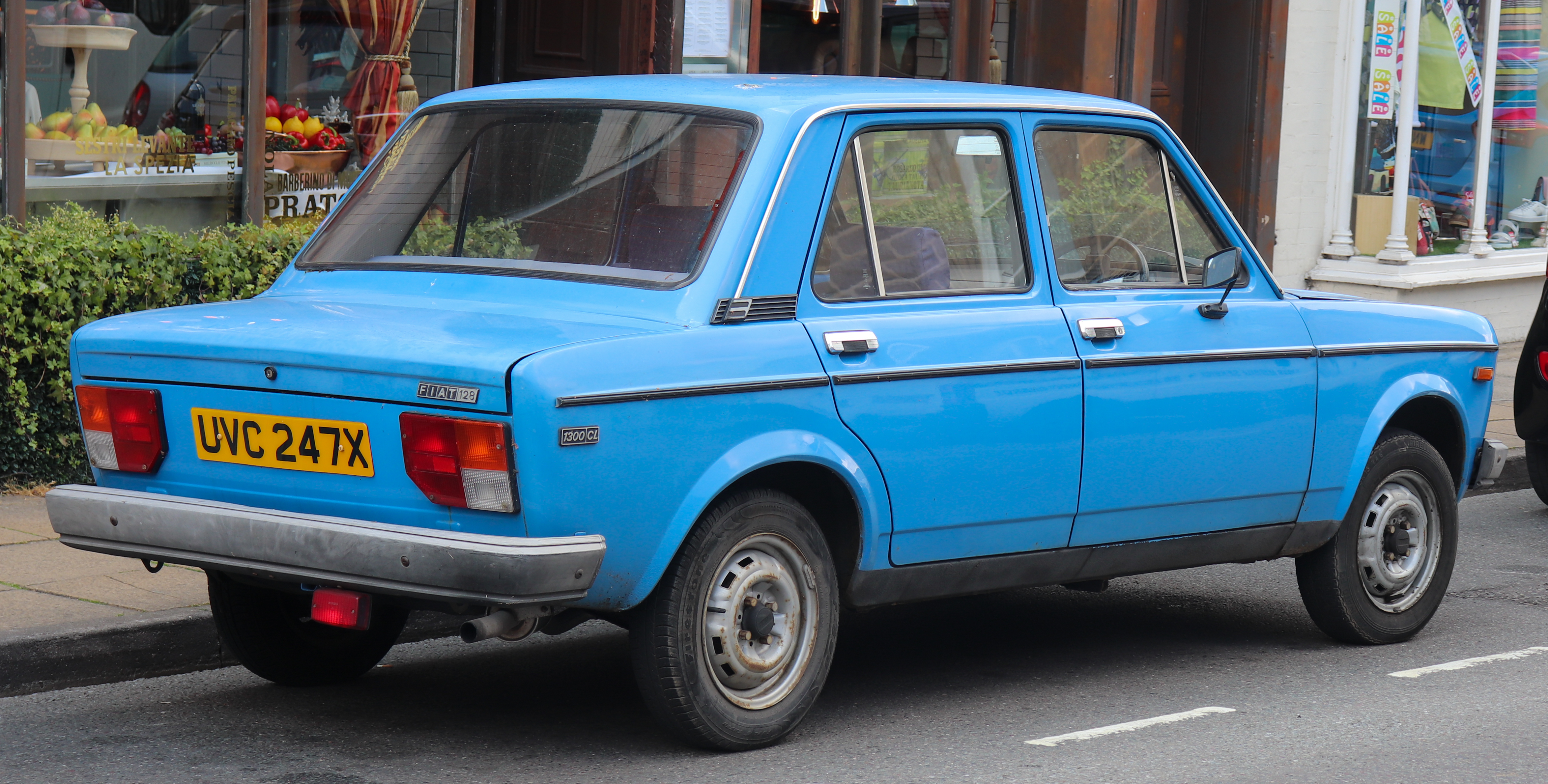
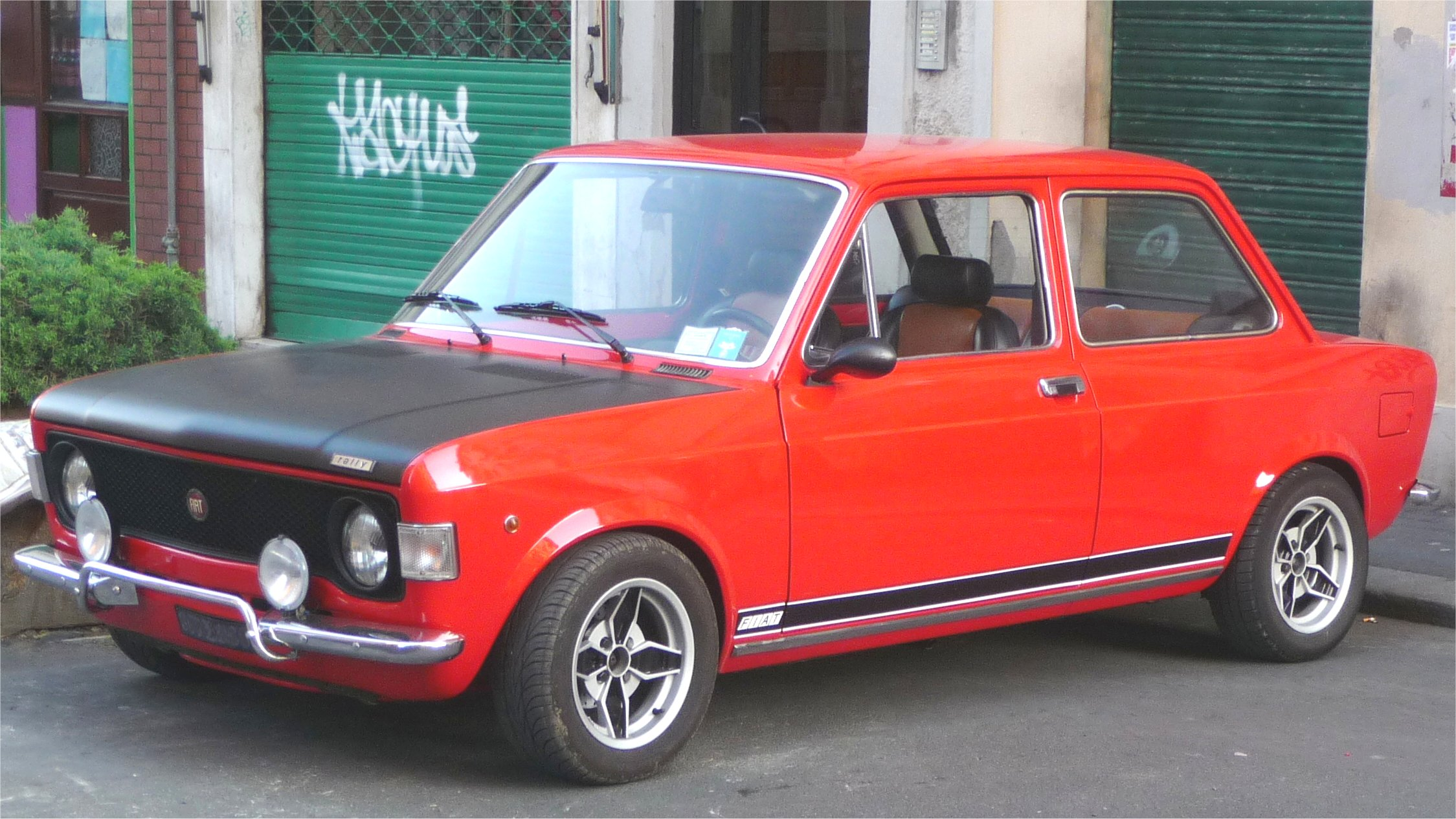
Fiat 128 Rally
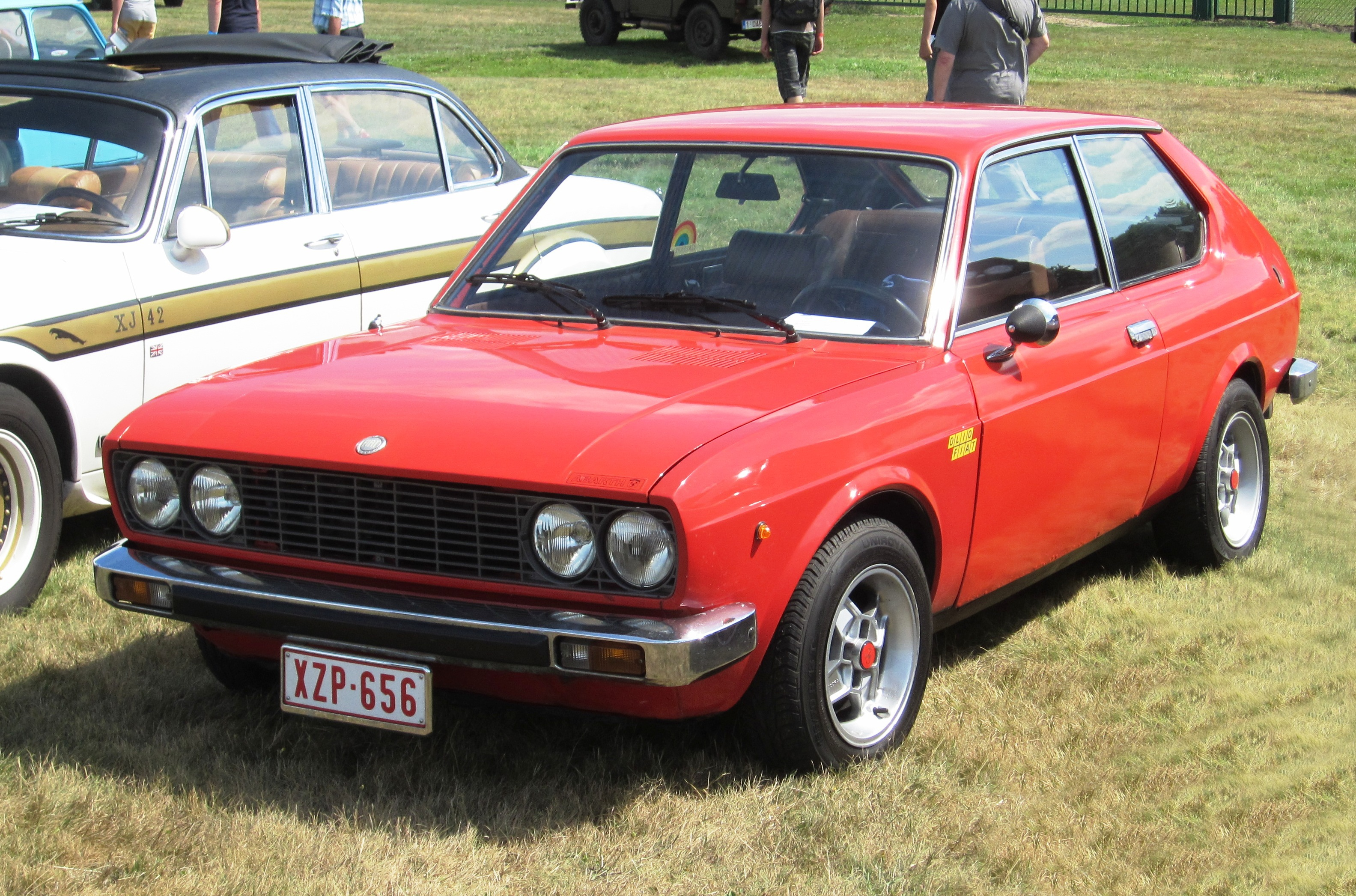
Fiat 128 3P
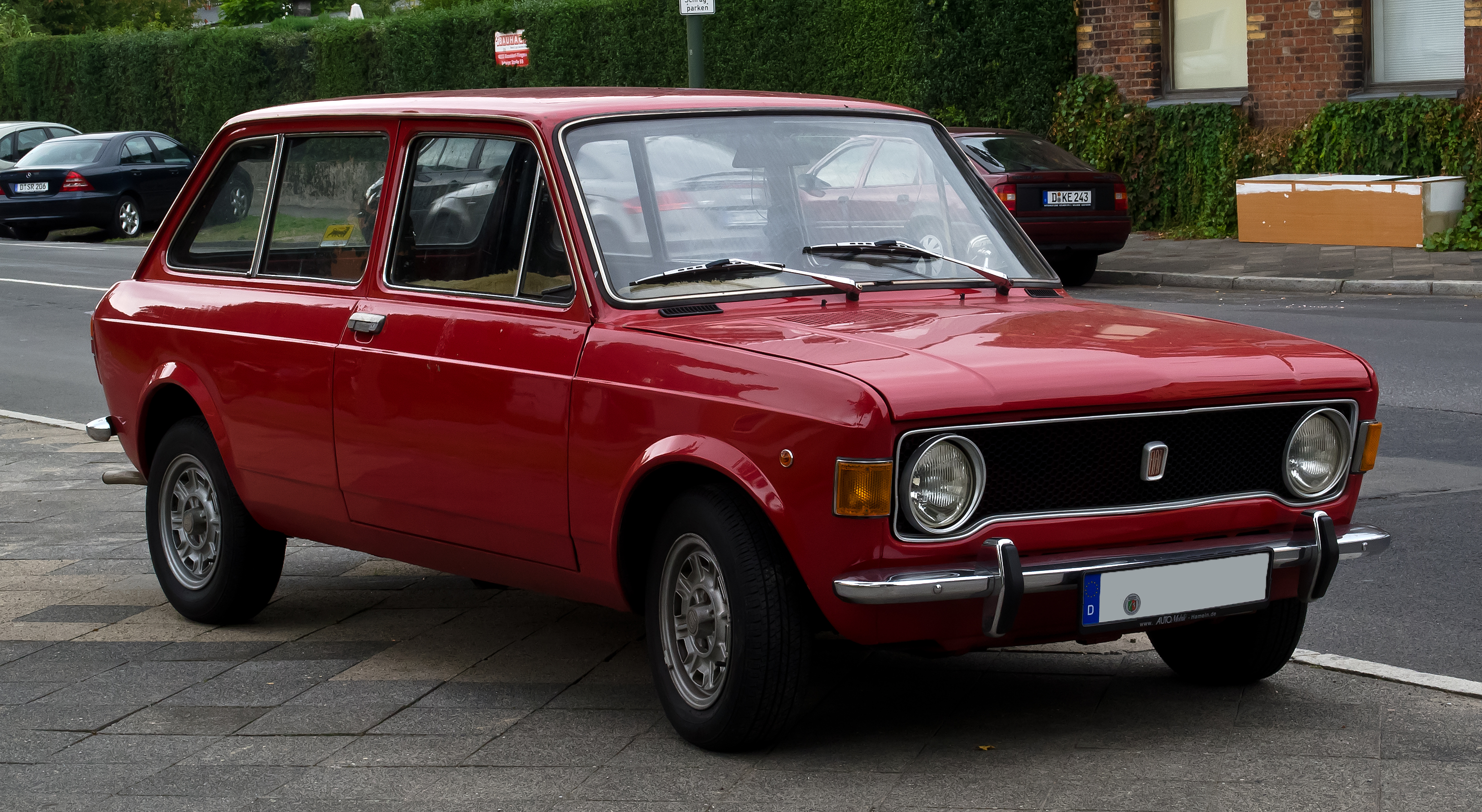
Fiat 128 Panorama
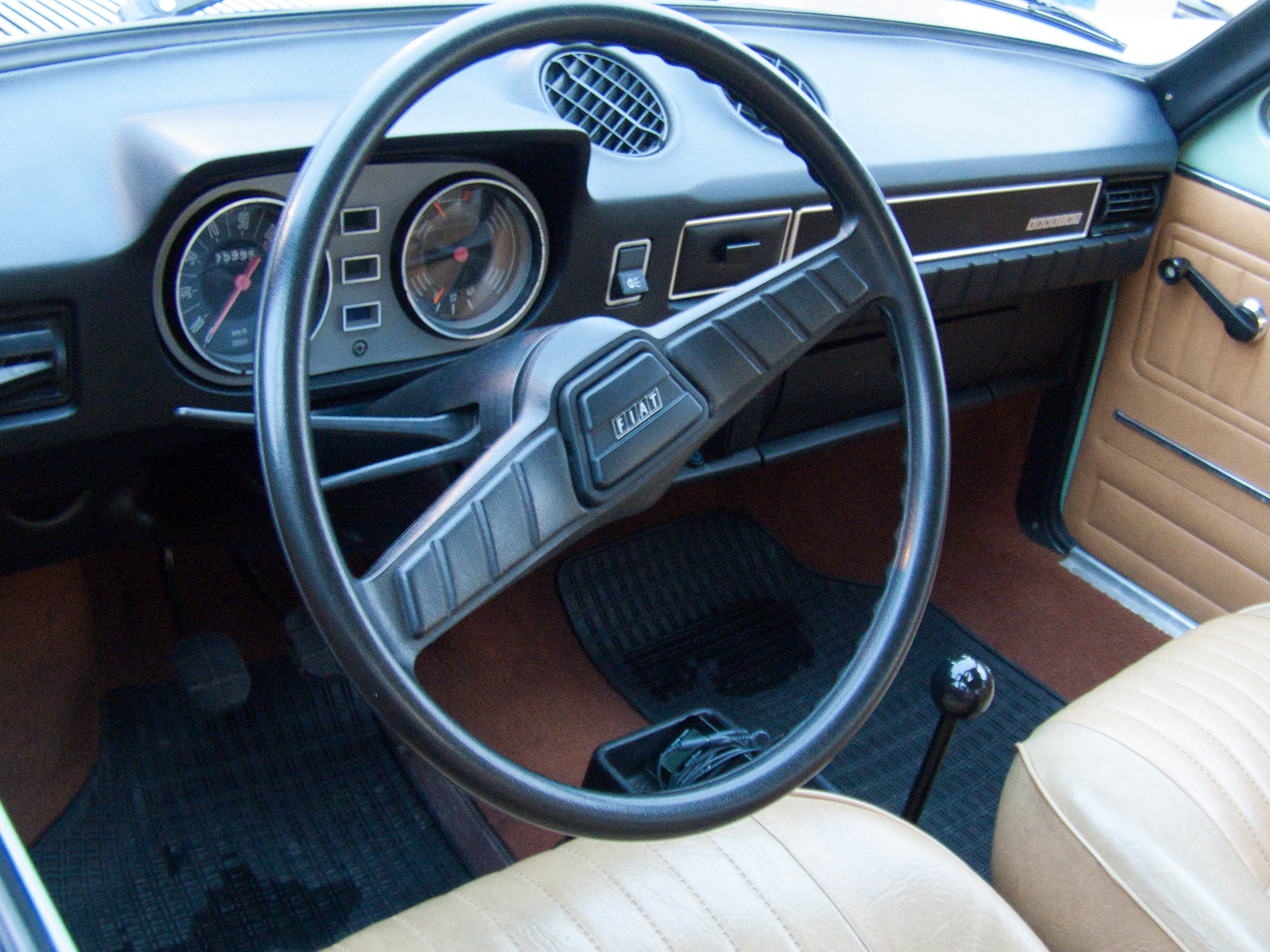